# Linda de Boer

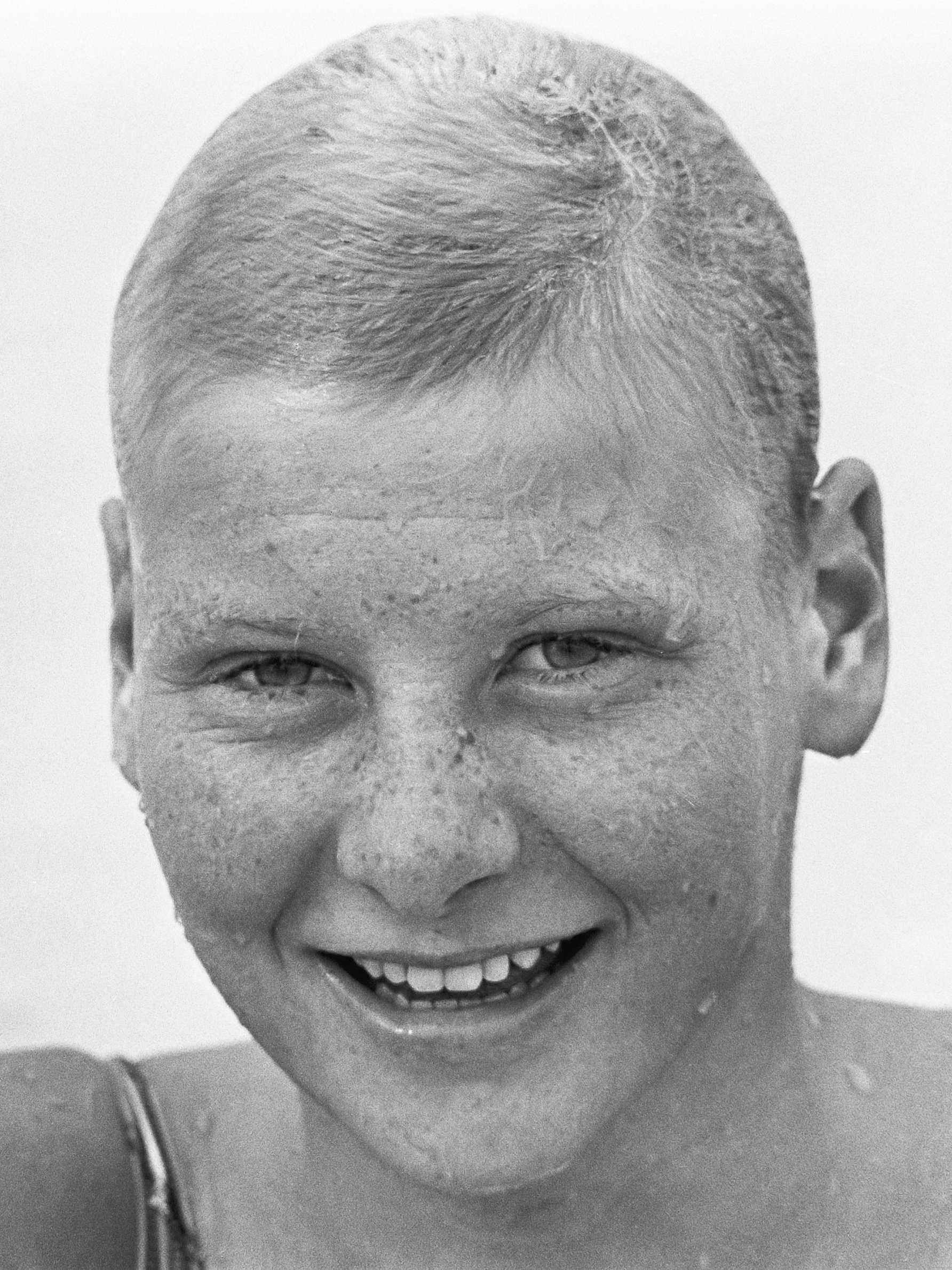
Linda de Boer (1971)

Linda de Boer (geboren in 1954) is een Nederlands zwemster.
Als lid van de zwemclub Naarden 't Gooi trainde zij begin jaren zeventig samen met Hansje Bunschoten, Ton van Klooster en anderen onder de trainster Wil Bunschoten. 
Zwemclub Naarden stond met name bekend om de actieve deelname aan het openwaterzwemmen.
Linda de Boer nam deel aan de Europese kampioenschappen zwemmen 1970 te Barcelona. Hier behaalde zij op de 800 meter vrije slag een tweede plaats.